# Hrazdan (stadion)
Hrazdan (Armeens: Հրազդան մարզադաշտ) is een multifunctioneel stadion in Jerevan. Hrazdan was de thuishaven van de voetbalclub Ararat Jerevan. Het stadion is gebouwd in 1972. In het jaar 2008 werd het stadion gerenoveerd. Het stadion biedt plaats aan 54.208 toeschouwers en is daarmee het grootste stadion van Armenië.

## Interlands
Het stadion was 25 keer gastheer van een voetbalinterland.
| 1  | 5 april 1978      | Sovjet-Unie – Finland     | 10 – 2 | Oefeninterland  |
| 2  | 20 september 1978 | Sovjet-Unie – Griekenland | 2 – 0  | EK-kwalificatie |
| 3  | 14 oktober 1992   | Armenië – Moldavië        | 0 – 0  | Oefeninterland  |
| 4  | 16 juli 1994      | Armenië – Malta           | 1 – 0  | Oefeninterland  |
| 5  | 8 oktober 1994    | Armenië – Cyprus          | 0 – 0  | EK-kwalificatie |
| 6  | 26 april 1995     | Armenië – Spanje          | 0 – 2  | EK-kwalificatie |
| 7  | 10 mei 1995       | Armenië – Macedonië       | 2 – 2  | EK-kwalificatie |
| 8  | 16 augustus 1995  | Armenië – Denemarken      | 0 – 2  | EK-kwalificatie |
| 9  | 7 oktober 1995    | Armenië – België          | 0 – 2  | EK-kwalificatie |
| 10 | 31 augustus 1996  | Armenië – Portugal        | 0 – 0  | WK-kwalificatie |
| 11 | 9 oktober 1996    | Armenië – Duitsland       | 1 – 5  | WK-kwalificatie |
| 12 | 30 april 1997     | Armenië – Noord-Ierland   | 0 – 0  | WK-kwalificatie |
| 13 | 6 september 1997  | Armenië – Albanië         | 3 – 0  | WK-kwalificatie |
| 14 | 11 oktober 1997   | Armenië – Oekraïne        | 0 – 2  | WK-kwalificatie |
| 15 | 5 september 1998  | Armenië – Andorra         | 3 – 1  | EK-kwalificatie |
| 16 | 10 oktober 1998   | Armenië – IJsland         | 0 – 0  | EK-kwalificatie |
| 17 | 27 maart 1999     | Armenië – Rusland         | 0 – 3  | EK-kwalificatie |
| 18 | 9 juni 1999       | Armenië – Oekraïne        | 0 – 0  | EK-kwalificatie |
| 19 | 8 september 1999  | Armenië – Frankrijk       | 2 – 3  | EK-kwalificatie |
| 20 | 26 april 2000     | Armenië – Georgië         | 0 – 0  | Oefeninterland  |
| 21 | 3 september 2005  | Armenië – Nederland       | 0 – 1  | WK-kwalificatie |
| 22 | 6 september 2008  | Armenië – Turkije         | 0 – 2  | WK-kwalificatie |
| 23 | 11 augustus 2010  | Armenië – Iran            | 1 – 3  | Oefeninterland  |
| 24 | 12 oktober 2012   | Armenië – Italië          | 1 – 3  | WK-kwalificatie |
| 25 | 10 september 2013 | Armenië – Denemarken      | 0 – 1  | WK-kwalificatie |